# Satchellius mammalis
Satchellius mammalis är en ringmaskart som först beskrevs av de Savigny 1826.  Satchellius mammalis ingår i släktet Satchellius, och familjen daggmaskar. Arten är reproducerande i Sverige.